# Dino weberi
Genre
Espèce
Dino weberi, unique représentant du genre Dino, est une espèce d'opilions laniatores de la famille des Epedanidae.

## Distribution
Cette espèce est endémique de Sumatra en Indonésie. Elle se rencontre dans le kabupaten de Lima Puluh Kota.

## Description
L'holotype mesure 2,75 mm.

## Étymologie
Cette espèce est nommée en l'honneur de Max Carl Wilhelm Weber.

## Publication originale
- Loman, 1892 : « Opilioniden von Sumatra, Java und Flores. » Zoologische Ergebnisse einer Reise in Niederländisch Ost-Indien, Leiden, p. 1–27 (texte intégral).